# Development Team dsm-firmenich PostNL
Development Team dsm-firmenich is een Nederlandse wielerploeg die in 2017 werd opgericht als opleidingsploeg van de Duitse ploeg Team-Sunweb dat vanaf 2024 Team DSM-Firmenich PostNL heet. De wielerploeg is sinds haar oprichting in 2017 actief op Continentaal niveau.

## Geschiedenis
In 2017 werd de opleidingsploeg opgericht voor de UCI World Tour-ploeg Team Sunweb en kwam zodoende onder een Duitse licentie te rijden. Ploegleiders waren onder andere Aike Visbeek en Rudi Kemna. In het eerste jaar werden zeges behaald door Nils Eekhoff en Jarno Mobach. Eekhoff won de beloften editie van Parijs-Roubaix en Mobach zegevierde in de vierde etappe van de Olympia's Tour. In de jaren waarvan Sunweb de hoofdsponsor was van de ploeg waren de belofte renners onder andere succesvol in de rondes van Istrië, Bretagne en de Isard. Daarnaast was er tussen 2017 en 2020 vier jaar op rij een renner van de ploeg die het Duits nationaal kampioenschap op de weg won bij de beloften. Na de verandering van hoofdsponsor in 2020 was de ploeg onder andere succesvol in Le Triptyque des Monts et Châteaux en de Ronde van Normandië. Daarnaast werden Leo Hayter en Enzo Leijnse nationaal kampioen bij de beloften in het tijdrijden in respectievelijk 2021 en 2023. De ploeg reed tot 2021 nog onder een Duitse licentie, wat in 2022 overging naar een Nederlandse.
In 2019 beleefde renner van de ploeg Edo Maas een ernstig ongeluk met een personenauto in de wielerwedstrijd de Ronde van Lombardije voor beloften. Aan dit ongeluk liep hij een dwarslaesie op en was gedwongen te stoppen met wielrennen op professioneel niveau.

## Bekende (voormalige) renners
Nederlanders
Nils Eekhoff (2017-2019)
Joris Nieuwenhuis (2017-2018)
Enzo Leijnse (2019-2023)
Casper van Uden (2019-2022)
Overig
 Felix Gall (2017-2019)
 Max Kanter (2017-2018)
 Marc Hirschi (2018)
 Pavel Bittner (2021-2022)
 Oscar Onley (2021-2022)
 Lorenzo Milesi (2022)
 Max Poole (2022)

## Overwinningen
2017
Parijs Roubaix Espoirs:
Nils Eekhoff
Olympia's Tour:
6e etappe: Jarno Mobach
2018
Ronde van Istrië:
Proloog: Nils Eekhoff
2e etappe: Marc Hirschi
Grote Prijs Priessnitz spa:
2e etappe: Marc Hirschi
Ronde van de Elzas:
3e etappe: Marc Hirschi
Olympia's Tour
2e en 4e etappe: Max Kanter
2019
Ronde van Istrië
Proloog: Niklas Märkl
2e etappe: Felix Gall
Eindklassement: Felix Gall
Youngster Coast Challenge
Niklas Märkl
Ronde van Bretagne:
7e etappe: Nils Eekhoff
Ronde van Overijssel:
Nils Eekhoff
2020
Ronde van de Isard
2e etappe (TTT): Hayter, Heinschke, Leijnse, Mobach, Sinschek, van Uden
Umag Trophy:
Niklas Märkl
2021
Koers van de Olympische Solidariteit
3e en 5e etappe: Casper van Uden
Ronde van de Aostavallei
2e etappe: Gianmarco Garofoli
Ronde van de Achterhoek:
Casper van Uden
Luik-Bastenaken-Luik U23:
Leo Hayter
Ronde van Bretagne:
2e etappe: Leo Hayter
7e etappe: Tobias Lund Andresen
2022
Ronde van Normandië:
2e en 4e etappe: Casper van Uden
Le Triptyque des Monts et Châteaux:
1e en 3e etappe: Lorenzo Milesi
Ronde van Bretagne:
4e etappe: Casper van Uden
Ronde van de Aostavallei:
5e etappe: Oscar Onley
2023
Olympia's Tour:
4e etappe: Enzo Leijnse
Ronde van de Elzas:
5e etappe: Frank van den Broek

### Nationale kampioenschappen
2017
 Duits kampioen op de weg, beloften: Max Kanter
2018
 Duits kampioen op de weg, beloften: Max Kanter
2019
 Duits kampioen op de weg, beloften: Leon Heinschke
2020
 Duits kampioen op de weg, beloften: Marius Mayrhofer
2021
 Brits kampioen tijdrijden, beloften: Leo Hayter
2023
 Nederlands kampioen tijdrijden, beloften: Enzo Leijnse